# Municipio de Nantahala (condado de Swain)
El municipio de Nantahala (en inglés: Nantahala Township) es un municipio ubicado en el  condado de Swain en el estado estadounidense de Carolina del Norte. En el año 2010 tenía una población de 1.988 habitantes.

## Geografía
El municipio de Nantahala se encuentra ubicado en las coordenadas 35°20′14.33″N 83°33′53.59″O / 35.3373139, -83.5648861.